# Toulouse Game Show
Ne doit pas être confondu avec Tokyo Game Show.
Le Toulouse Game Show, également connu sous le nom de TGS, est une convention d'anime annuelle se déroulant à Toulouse sur le thème des jeux vidéo, de la science-fiction, du manga et de l'anime, du cosplay ainsi que de la culture japonaise. La convention accueille généralement plusieurs invités de marque, notamment des concepteurs de jeux vidéo, des auteurs de bandes dessinées et de manga ou encore des acteurs de séries télévisées, de cinéma ou de web-séries,.
La première édition a eu lieu les 24 et 25 novembre 2007 et a réuni plus de 11 000 visiteurs. Depuis, la fréquentation du TGS augmente chaque année et a même franchi le cap des 40 000 entrées lors de l'édition 2013. En 2015, elle dépasse le cap des 50 000 entrées et celui des 70 000 entrées en 2021.
Seule l'année 2020 verra son édition reportée en raison des restrictions liées à la Pandémie de Covid-19 en France.

## Concept
Le festival est organisé par la société TGS Événements, créé en 2007 par Frédéric Deveze et Sébastien Laurens. Sébastien Laurens, ne se retrouvant plus dans l'objectif initial du projet, quitte la société en 2018 pour fonder sa propre société, et son propre salon, POPCON, aux portes de Toulouse (Manoir du Prince / Portet sur Garonne).
Le TGS s'est tenu durant les 5 premières éditions vers la fin novembre au Complexe Diagora de Labège, à côté de Toulouse. À partir de 2012, il se tenait au centre de Toulouse, au Parc des expositions et depuis 2021, il se tient au MEETT (parc des expositions). Il propose des conférences, des activités diverses et variées, telles que du cosplay, des dédicaces, du dessin, des stands commerciaux.
Le festival connaissait deux éditions par an, une traditionnellement début décembre, le Toulouse Game Show et une en avril, anciennement appelée TGS Ohanami, qui était plus centrée sur la culture japonaise initialement et qui a été rebaptisée en TGS Springbreak en avril 2014.

## Historique

### Fréquentation
La première édition du Toulouse Game Show a réuni plus de 11 000 visiteurs. Depuis, la fréquentation ne cesse d'augmenter au fil des ans. Le cap des 30 000 entrées a été franchi en 2011, celui des 40 000 lors de l'édition 2013 et celui des 70 000 lors de l'édition 2021.
Évolution du nombre de visiteurs du Toulouse Game Show
| N° | Année | Dates                      | Visiteurs | Lieu                             |
| -- | ----- | -------------------------- | --------- | -------------------------------- |
| 1  | 2007  | 24 - 25 novembre           | 11 000    | Diagora                          |
| 2  | 2008  | 29 - 30 novembre           | 15 000    | Diagora                          |
| 3  | 2009  | 28-29 novembre             | 17 000    | Diagora                          |
| 4  | 2010  | 27 - 28 novembre           | 25 000    | Diagora                          |
| 5  | 2011  | 26 - 27 novembre           | 30 000    | Diagora                          |
| 6  | 2012  | 1er - 2 décembre           | 34 000    | Parc des expositions de Toulouse |
| 7  | 2013  | 30 novembre - 1er décembre | 44 000    | Parc des expositions de Toulouse |
| 8  | 2014  | 29 - 30 novembre           | > 45 000  | Parc des expositions de Toulouse |
| 9  | 2015  | 28 - 29 novembre           | 49 800    | Parc des expositions de Toulouse |
| 10 | 2016  | 26 - 27 novembre           | 60 000    | Parc des expositions de Toulouse |
| 11 | 2017  | 2 - 3 décembre             | 65 000    | Parc des expositions de Toulouse |
| 12 | 2018  | 1 - 2 décembre             | 65 000    | Parc des expositions de Toulouse |
| 13 | 2019  | 30 novembre - 1er décembre | 65 000    | Parc des expositions de Toulouse |
| 14 | 2021  | 27 - 28 novembre           | 70 000    | MEETT (Parc des expositions)     |
| 15 | 2022  | 26 - 27 novembre           | 70 400    | MEETT (Parc des expositions)     |
| 16 | 2023  | 25 - 26 novembre           | 70 000    | MEETT (Parc des expositions)     |

### Autres éditions
L'équipe du Toulouse Game Show, en collaboration avec Shibuya International, organise en mars 2013 la première édition du Monaco Anime Game Show (MAGS),. Ce salon n'ayant pas trouvé sa cible à Monaco, TGS EVENEMENTS l'abandonne. Une nouvelle formule est proposée à partir de 2015 sous le nom Monaco Anime Game International Conferences. Toutefois, TGS EVENEMENTS n'a plus aucun rapport avec cet événement et ne collabore plus avec SHIBUYA INTERNATIONAL.
TGS EVENEMENTS propose également divers salons dans d'autres villes, dont certains sont toujours organisés annuellement :
Depuis 2014 :
- à Pau pour le Pau Anime Game Show (PAGS) au Parc des expositions de Pau[23]

Depuis 2018 :
- à Montpellier pour le Montpellier Anime Game Show (MAGS)

Depuis 2023 :
- à Paris, l'équipe prend en charge l'organisation du salon Paris Manga & Sci-Fi Show  au Parc des expositions de Paris-Nord Villepinte. Le salon est renommé pour l'occasion Paris Manga & Sci-Fi Show by TGS[24]

Editions non renouvelées :
- En 2018 et 2019 :
  - à Perpignan pour le Perpignan Game Show (PGS)
  - à Lyon pour le Lyon Game Show (LGS)[25]

## Invités
Chaque année, le TGS accueille plusieurs personnalités, ce qui permet aux visiteurs de les rencontrer lors de conférences ou de séances de dédicace. Le salon a reçu plusieurs acteurs de cinéma de renommée mondiale, comme John Rhys-Davies qui interprète Gimli dans la trilogie du Seigneur des anneaux, David Prowse qui joue Dark Vador dans la première trilogie de Star Wars ou encore Tom Felton, l'interprète du célèbre Drago Malefoy dans la saga Harry Potter.